# Домашевский, Альфред фон
Альфред фон Домаше́вский (нем. Alfred von Domaszewski; 30 октября 1856, Тимишоара — 25 марта 1927, Мюнхен) — австрийский историк, специалист по истории Древнего Рима и римской армии, ученик Теодора Моммзена. Автор книг «Религия римской армии», «Иерархия римской армии» и «История римских императоров».
Альфред фон Домашевский родился в семье инженера Виктора фон Домашевского и его супруги Паулины Прейсс. Окончил Венский университет и преподавал в академической гимназии в Вене, с 1886 года занимался частной преподавательской деятельностью. По поручению Прусской академии наук и поддержке австрийского министерства образования с 1882 года работал вместе с Карлом Хуманом в Смирне. В 1884 году поступил на работу в Музей истории искусства в Вене. В 1887 году перешёл на преподавательскую должность в Гейдельбергский университет. Вместе с Рудольфом Эрнстом Брюнновом составлял первую карту античного скального города Петры в современной Иордании. Его труд «История римских императоров» пережил несколько изданий. Среди учеников Домашевского был Эрнст Канторович.